# Kinwarton
Kinwarton is een civil parish in het bestuurlijke gebied Stratford-on-Avon, in het Engelse graafschap Warwickshire met 1082 inwoners.